# Samuel Cuénoud
Samuel Cuénoud (* 18. Januar 1838 in Lausanne; † 3. September 1912 ebenda, heimatberechtigt in Lausanne) war ein Schweizer Politiker (FDP).

## Biografie
Cuénoud diplomierte als Konstruktionsingenieur und war von 1957 bis 1875 Mathematikprofessor an der École moyenne (spätere École industrielle) und der Akademie Lausanne. Danach war er von 1875 bis 1882 Direktor des Kantonsspitals und arbeitete später bei der Union vaudoise du crédit.
Als Präsident der FDP Lausanne war er von 1859 bis 1882 im Gemeinderat von Lausanne und von 1882 bis 1897 Stadtpräsident. Die Stadtentwicklung trieb während dieser Zeit stark voran. Er war massgeblich an der Umgestaltung der Akademie Lausanne zur Universität im Jahr 1890 beteiligt. In den Jahren 1882 bis 1905 hatte er Einsitz im Grossen Rat des Kantons Waadt und war im Jahr 1884 Mitglied im Verfassungsrat. Die Waadtländer Bevölkerung wählte ihn 1882 in den Nationalrat, wo er aber bereits 1884 wieder ausschied.
Ferner war Cuénoud Mitglied und Präsident zahlreicher gemeinnütziger Vereine.